# Jiří Stanislav
Jiří Stanislav (3. prosince 1946, Ivančice – 1. srpna 2020) byl český herec, mim, generální převor Cyriaků a politik.

## Biografie
Jiří Stanislav se narodil v roce 1946 v Ivančicích, žil s rodiči v Horních Dubňanech, ale v 15 letech se s rodinou přestěhoval do Ostravy, kde následně pracoval jako hasič a záchranář a následně nastoupil na vojenskou školu, z ní posléze ze zdravotních důvodů odešel a nastoupil do Divadla Petra Bezruče jako elév. Roku 1967 nastoupil na studium herectví na JAMU, tam působil občasně jako herec v Divadle Jiřího Mahena.
V roce 1968 emigroval přes Rakousko do Kanady, kde se věnoval pantomimě a sloužil také v kanadské armádě. V roce 1978 odešel do Anglie, kde studoval hasičskou akademii a následně pracoval jako záložní hasič nedaleko Londýna. Tam se také věnoval společně s manželkou herectví. V roce 1982 se objevil ve filmu Tvrdá fuška, následně se pak věnoval herectví a roku 1987 hrál např. ve filmu Superman 4. Později se vrátil do Kanady, kde vyučoval na univerzitě v Ottawě a roku 1991 odešel do USA, kde působil jako hasič a záchranář nedaleko New Yorku.
Po sametové revoluci v roce 1989 se částečně vrátil s manželkou do Československa, kde jeho manželka Jessica Horváthová založila agenturu Cine-Jessy. Natrvalo se do Česka vrátil v roce 2000 a stal se velvyslancem Severoamerické obchodní komory a působil také jako poradce zahraničního oddělení Senátu České republiky, vrátil se do Horních Dubňan, kde později kandidoval do zastupitelstva a působil jako starosta obce. Působil také jako generální převor řádu Křižovníků s červeným srdcem a také působil ve Společnosti generála Ludvíka Svobody nebo v Československé obci legionářské.
Jeho zásluhou vzniklo na zámku v Polici muzeum Waldemara Matušky a muzeum RAF.
Obdržel Zlatou medaili cti, Záslužný kříž ministra obrany, Medaili Otakara II. a další ocenění.